# Jelena Goleschewa
Jelena Goleschewa (russisch Елена Голешева, engl. Transkription Yelena Golesheva, verheiratete Scheers; * 12. Juli 1966) ist eine ehemalige russische Sprinterin, die sich auf den 400-Meter-Lauf spezialisiert hatte.

## Leben
1992 gewann sie, für das Vereinte Team startend, Bronze bei den Halleneuropameisterschaften in Genua. Im Jahr darauf wurde sie bei den Leichtathletik-Weltmeisterschaften in Stuttgart im Vorlauf der 4-mal-400-Meter-Staffel eingesetzt und trug so zum Gewinn der Silbermedaille für das russische Team bei. 
1997 wurde sie belgische Meisterin. 1998 nahm sie durch Heirat die belgische Staatsangehörigkeit an.

## Persönliche Bestzeiten
- 400 m: 51,28 s, 21. Juni 1989, Prag
  - Halle: 52,07 s, 1. März 1992, Genua